# ام‌وی آرتانیا
ام‌وی آرتانیا (به انگلیسی: MV Artania) یک کشتی است که طول آن ۲۳۰٫۶۱ متر (۷۵۶٫۵۹ فوت) می‌باشد. این کشتی در سال ۱۹۸۴ ساخته شد.